# Anolis hendersoni
Espèce
Synonymes
- Deiroptyx hendersoni (Cochran, 1923)
- Deiroptyx hendersoni hendersoni (Cochran, 1923)
- Deiroptyx hendersoni ravidormitans (Schwartz, 1978)

Anolis hendersoni est une espèce de sauriens de la famille des Dactyloidae. 

## Répartition
Cette espèce est endémique du Sud d'Haïti.

## Liste des sous-espèces
Selon The Reptile Database (10 avril 2013) :
- Anolis hendersoni hendersoni Cochran, 1923
- Anolis hendersoni ravidormitans Schwartz, 1978

## Étymologie
Cette espèce est nommée en l'honneur de John Brooks Henderson, Jr. (1870–1923).

## Publications originales
- Cochran, 1923 : A new Anolis from Haiti. Journal of The Washington Academy of Sciences, vol. 13, p. 225-226 (texte intégral).
- Schwartz, 1978 : The Hispaniolan Anolis (Reptilia, Lacertilia, Iguanidae) of the hendersoni complex. Journal of Herpetology, vol. 12, no 3, p. 355-370.